# Alphablocker
Als Alphablocker bezeichnet man in der Pharmakologie Arzneistoffe, die als Antagonisten an α1- und an α2-Adrenozeptoren die Wirkung von Adrenalin und Noradrenalin aufheben.

## Therapeutisch Verwendung
Sie werden therapeutisch zur Senkung erhöhten Blutdrucks (α1-Adrenozeptorantagonisten), zur Behandlung der benignen Prostatahyperplasie (α1-Adrenozeptorantagonisten) und zur Behandlung sexueller Dysfunktionen (α2-Adrenozeptorantagonisten) eingesetzt.
Alphablocker werden auch zur Behandlung von Lower Urinary Tract Symptoms (LUTS) verwendet.

## Wirkstoffe
Zu den Alphablockern gehören u. a.:
- Abanoquil
- Alfuzosin
- Azapetin
- Buflomedil
- Bunazosin
- Ciatyl
- Dapiprazol
- Dibenamin
- Doxazosin
- Idazoxan
- Indoramin
- Mianserin
- Mirtazapin
- Moxisylyt
- Phenoxybenzamin
- Phentolamin
- Prazosin
- Silodosin
- Tamsulosin
- Terazosin
- Tolazolin
- Trimazosin
- Urapidil
- Yohimbin

Alphablocker, Betablocker und Antisympathotonika werden unter der Bezeichnung Sympatholytika zusammengefasst.
Die Antidepressiva Mianserin und Mirtazapin sind ebenfalls Alphablocker und werden als NaSSA bezeichnet. Sie blockieren präsynaptische α2-Rezeptoren und hemmen so das negative Feedback, über das Noradrenalin normalerweise seine eigene Freisetzung hemmt, womit es wirksamer wird.

## Geschichte
Im Jahre 1818 wurde erstmals Claviceps purpurea von Jean Baptiste Desgranges (1751–1831) zur Therapie von Frauenkrankheiten verwendet. August Wiggers isolierte 1831 Ergotin (vgl. auch Julius Denzels Ergotin und Rudolf Koberts Cornutin) als erstes Alkaloid, das eine α-Rezeptor-blockierende Wirkung aufweist, aus dem Mutterkorn. Die Wirkung entdeckte 1906 Dale. Das erste reine Alkaloid (Ergotamin) isolierte 1918 Arthur Stoll. Ihm gelang es auch zusammen mit Albert Hofmann, die besser wasserlöslichen Alkaloide der Ergometrin-Gruppe, die eine direkte Wirkung auf die glatte Muskulatur besitzen, erstmals zu isolieren.
Tolazolin wurde erstmals von Adolf von Sonn (1882–1945) dargestellt und schließlich 1940 von H. Schnetz pharmakologisch beschrieben. J. Scholz erkannte das Potential der Imidazolinderivate und synthetisierte daraufhin 1949 das Phentolamin, das Rolf Meier (1897–1966) untersuchte. Anfang der 1970er Jahre entdeckte die Firma Searle den ersten selektiven α1-Blocker, das Prazosin (Minipress®). Davon abgeleitet wurden weitere Chinazolinderivate synthetisiert und auf den deutschen Markt gebracht, z. B. Doxazin (Cardular®) und Terazosin (Heitrin®). Seit 1995 werden α-Blocker (Terazosin und Alfuzosin) auch zur Therapie der benignen Prostatahyperplasie eingesetzt.

## Kontraindikationen
- Hypotonie[2][5]
- mechanische Herzinsuffizienz (Klappenvitien, Lungenembolie, Perikarditis)[2]
- dekompensierte Herzinsuffizienz[2]
- orthostatische Dysregulation[2]
- Leberschwäche (je nach Wirkstoff)[5]
- Nierenschwäche (je nach Wirkstoff)[5]